# Time (Third Day)
Time è il terzo album in studio del gruppo christian rock statunitense Third Day, pubblicato nel 1999.

## Tracce
1. I've Always Loved You – 4:27
2. Believe – 3:03
3. Took My Place – 2:14
4. Never Bow Down – 3:29
5. Your Love Oh Lord (Psalm 36) – 3:56
6. Don't Say Goodbye – 4:35
7. What Good – 3:52
8. Can't Take the Pain – 4:50
9. Sky Falls Down – 3:49
10. Give – 8:15